# Costantin Costachi
Costantin Costachi (sau Constantin Costachi/Constantin Costache n. cca. 1660 – d. 28 februarie 1737, Mănăstirea Sucevița) a fost mare spătar în divanul Moldovei, care a îndeplinit împreună cu marele ban Sandu Sturza funcția de caimacam al Moldovei în perioada septembrie - octombrie 1726, între sfârșitul celei de-a treia domnii alui Mihail Racoviță și prima domnie a lui Grigore II Ghica.:p. 97

## Familie
A fost fiul marelui vornic al Țării de Jos Gavril (Gavriliță) Costachi și a celei de-a treia sa soție Vasilca Paladi. În privința numelui soției sale există vehiculate două variante. Prima dintre acestea se referă la Maria, fiica lui Manolache Ruset:p. 221 iar a doua la Catrina sau Catinca fiica lui Iordache Ruset.:p. 221  Costantin Conachi a avut doi copii (băieți):
- Manolache Costachi, căsătorit cu Maria Paladi;
- Iordache Costachi, mare paharnic al Moldovei, căsătorit cu Tofana Luca.[2]:p. 222

În 1687, la moartea tatălui său avea rangul de serdar și moștenește o avere importantă: Costantin Costachi serdarul ia : Epurenii, Ciocăneștii, Bărlileștii, Șoldenii, Boteștii pe lalan, părti din Umbrărești cu vii, jumătate sat din Mihălcăuți ; jumătate din Geamene, jumătate din Larga peste Prut, 3 sălașe de țigani, 2 vii la Epureni (acasă) ; apoi bucate : 200 stupi, 200 oi, 20 vaci, 20 boi, 20 iepe, 6 cai.

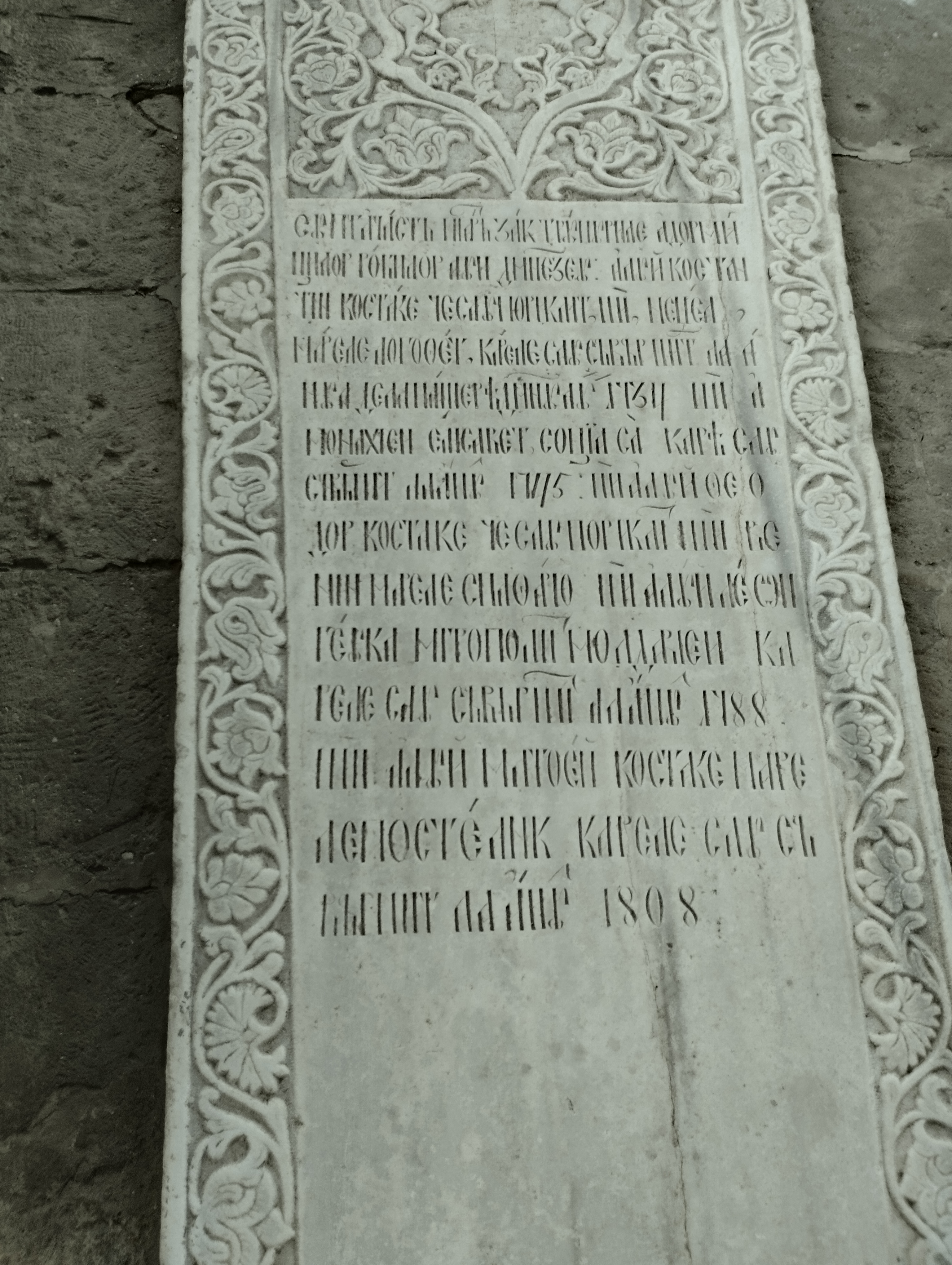
Epitaful lui Costantin Costachi

Reședința familiei a fost la moșia Epureni. Costantin Costache a fost numit în epocă „Negel”, din cauza unui neg pe care îl avea pe nas, fiind întemeietorul liniei Costachi-Negel a familiei.:p. 314 Moare de apoplexie la 28 februarie 1735 la Mănăstirea Sucevița, fiind înmormântat la biserica Trei Ierarhi din Iași.
La moartea sa cronicarul Ion Neculce îi face un impresionant portret:
Că măcar¡ că era om mânios și zavisnic asupra unora, după cum îs pizmătari neamul Gavrilițăștilor, dar avè și unili lucruri bune. Că era om și harnicu, nici mitarnic sau lacom, și era și om libovnicu, ospătătoru. Dragă-i era cinstea, și mai aleasă decât toati era cè mai bună, că să punè tari în prici cu domnii și cu alții pentru țară. Sta di să pricè, ca să nu o jăcuiască. Pentru acee nărodul mai mult strâga „Dumnedzeu să-l ierte“... Și noă încă ni să cade, celor ce om citi, di vremi că sta pentru țară cu bini, să dzâcim „Dumnedzău să-l ierte“. Că boieriul cari stă cu bine pentru țară di spuni, macar de-ar vini și la primejdia vieții, i să cade de la ace țară și di la păminteni a-i da mai multă cinste di laudă decât de hulă.:pp 313-314

## Dregătorii
De-a lungul timpului Costantin Costachi a ocupat o serie de dregătorii importante. Astfel, în 1707 este numit mare comis de către Mihail Racoviță la începutul celei de-a doua domnii.:p. 172 Tot Mihail Racoviță îl trimite să îl reprezinte la nunta lui Ștefăniță, fiul lui Constantin Brâncoveanu, cu fiica boierului moldovean Ilie Cantacuzino.:p. 173
La începutul domniei lui Nicolae Mavrocordat, de teama represiunilor acestuia se refugiază împreună cu alți boieri în Transilvania.:p. 184 Revine în țară odată cu venirea la domnie a lui Grigore Ghica, care îl numește mare logofăt.:p. 313 În 1711 Dimitrie Cantemir îl numește mare comis.:p. 192 iar în timpul celei de-a doua domnii a lui Nicolae Mavrocordat, în 1712, a fost mare stolnic:p. 249 Nicolae Mavrocordat îl numește pe Constantin Costachi responsabil pentru executarea lucrărilor de curățire a Prutului ordonate de Imperiul Otoman în intenția acestora de a-l face navigabil, „de-l curăție, cu multe sute de oameni, de copaci și de plahii”.:p. 258
În 1716, la începutul celei de-a treia domnii a lui Mihai Racoviță, este numit mare vistiernic.:p. 264 Acesta îl trimite ca reprezentant al său la tătarii din Bugeac pentru a le solicita ajutorul în lupta cu o garnizoană austriacă staționată în Cetatea Neamțului comandată de căpitanul loren François (Ferencz) Ernau.:pp 267-269
Marele vistiernic Costantin Costachi, împreună cu alți boieri, a făcut parte din comisia numită de domnitor în vederea în vederea restabilirii „hotarului lui Halil Pașa” din Bugeac.
La începutul anului 1723, domnitorul Mihai Racoviță descoperă corespondența secretă pe care marele spătar Costantin Costachi o ducea cu oficiali ai Imperiului Rus (cancelarul G. I. Golovkin și general-guvernatorul Kievului, I. I. Trubețkoi), prin intermediul serdarului Lupu Anastasă. Domnitorul nu l-a pedepsit, ci acesta, „căzînd la învoială cu el, spătarul, a jurat unul altuia să corespondeze împreună” cu autoritățile ruse, lucru despre care spătarul Costachi le-a și informat pe acestea.:pp 105-106
Faptul este confirmat de actul cancelariei imperiale din martie 1724 care relatează despre sosirea la Moscova a Serdarului Anastasă Lupu „cu o notă verbală referitoare la dorința domnului Moldovei și a spătarului Gavriliță [Costantin Costachi n.n.] de a fi sub protecția monarhului Rusiei și promisiunea acestora de a procura tot felul de informații cu privire la mișcările turcilor”. Tot acest document menționează despre dorința domnului Moldovei ca toată corespondența pe care acesta urma să o transmită în Rusia să ajungă numai la cancelarul Glovkin iar corespondența ce urma să-i fie adresată să nu fie trimisă pe numele său ci a spătarului Constantin Gavriliță (Costantin Costachi). Domnitorul, în schimbul acestor servicii cere, „ca și spătarul Gavriliță, carte de miluire”, adică protecția țarului.:pp 107-109
În 1724, curțile domnești ard în urma unui incendiu provocat de fulger, astfel încât pe timpul refacerii lor domnitorul Mihai Racoviță s-a mutat „în nește case boierești în târgu, anume în casele cumnată-său, lui Ioan Paladi biv-spătar, și într-a lui Costantin Costache vel-spătar, fiind aceste curți amândoao alăture”.:p. 279
După mazilirea lui Mihail Racoviță , Costantin Costachi împreună cu Sandu Sturza a asigurat, în perioada septembrie-octombrie 1726,  conducerea interimară a statului moldovean, în calitate de caimacam.:pp 186-187 După cum relata Ion Neculce „ și cetindu-i ferman de mazilie Duminecă în 26 dzile a lui septemvri, pus-au căimîcani pe Costantin Costache vel-spatar și pre Sandul Sturdze vel-ban”.:p. 283
La începutul domniei lui Grigore Ghica este numit mare hatman, fapt care nu l-a împiedicat să intre într-un complot ce viza răsturnarea acestuia de la domnie, fapt pentru care va fi scos din dregătorie și va face și câteva luni de închisoare.:pp 284-291 În 1733, la sfârșitul domniei lui Grigore Ghica a asigurat din nou interimatul la conducerea țării, fiind iarăși numit caimacam: „și au pus căimăcami în Ieși, anume pre Costantin Costache vel-logofăt și pre Costantin Ruset vel-vornic”.:p. 296